# مطار دا نانغ الدولي

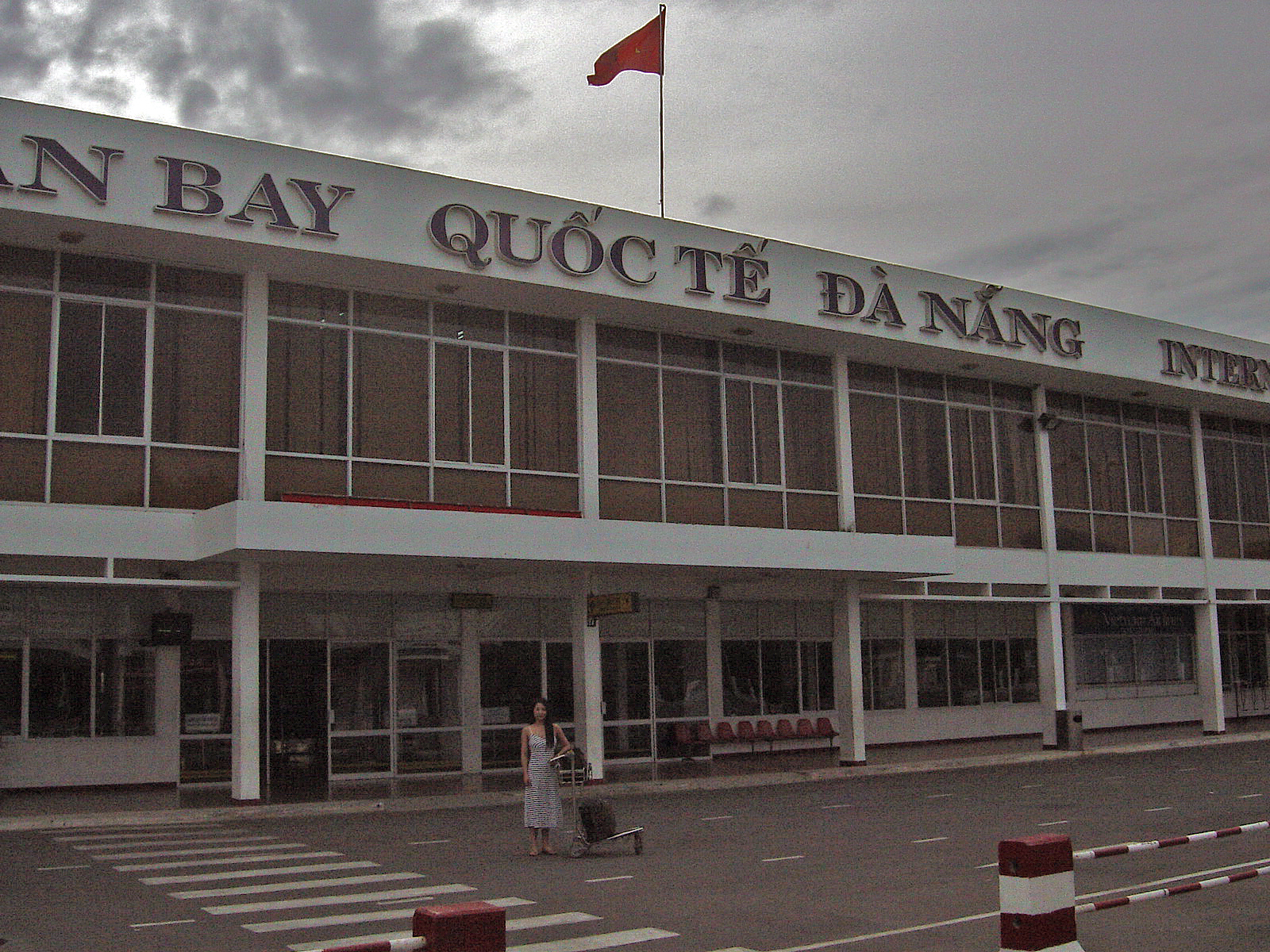
مدا نانغ كا ماو

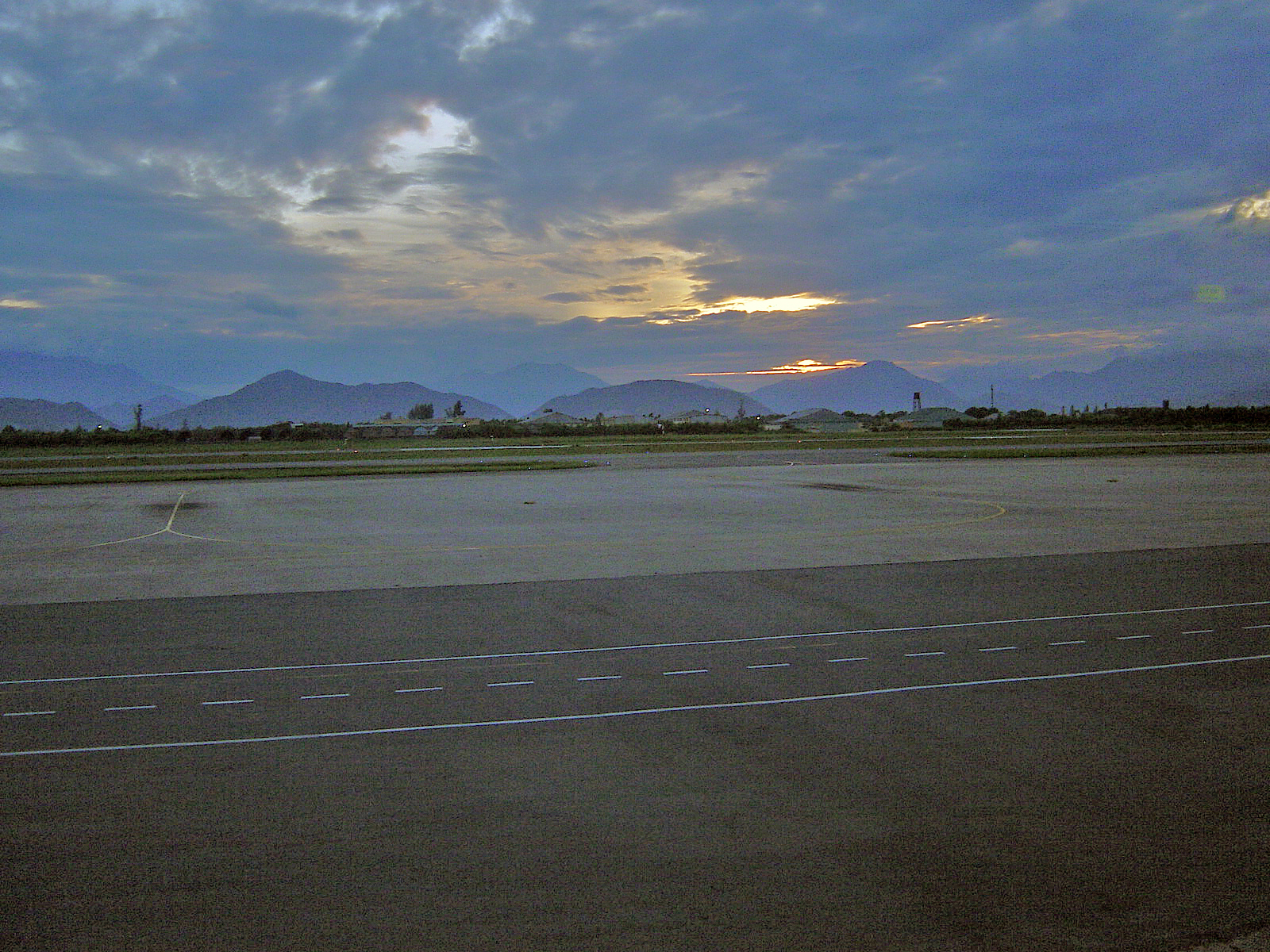
مدا نانغ كا ماو

مطار دا نانغ الدولي (إياتا: DAD، إيكاو: VVDN) هو مطار دولي في دا نانغ في فيتنام. مجهز بمدرج طوله 3000 مترا من الأسفلت. يبعد المطار 2 كم من وسط المدينة. بناه الفرنسيون في 1930 لاستخدامات عسكرية أثناء الحرب الفيتنامية، ثم تحول إلى قاعدة جوية أمريكية محققا رحلتين يوميا إلى سايغون.

## شركات الطيران ووجهاتهم

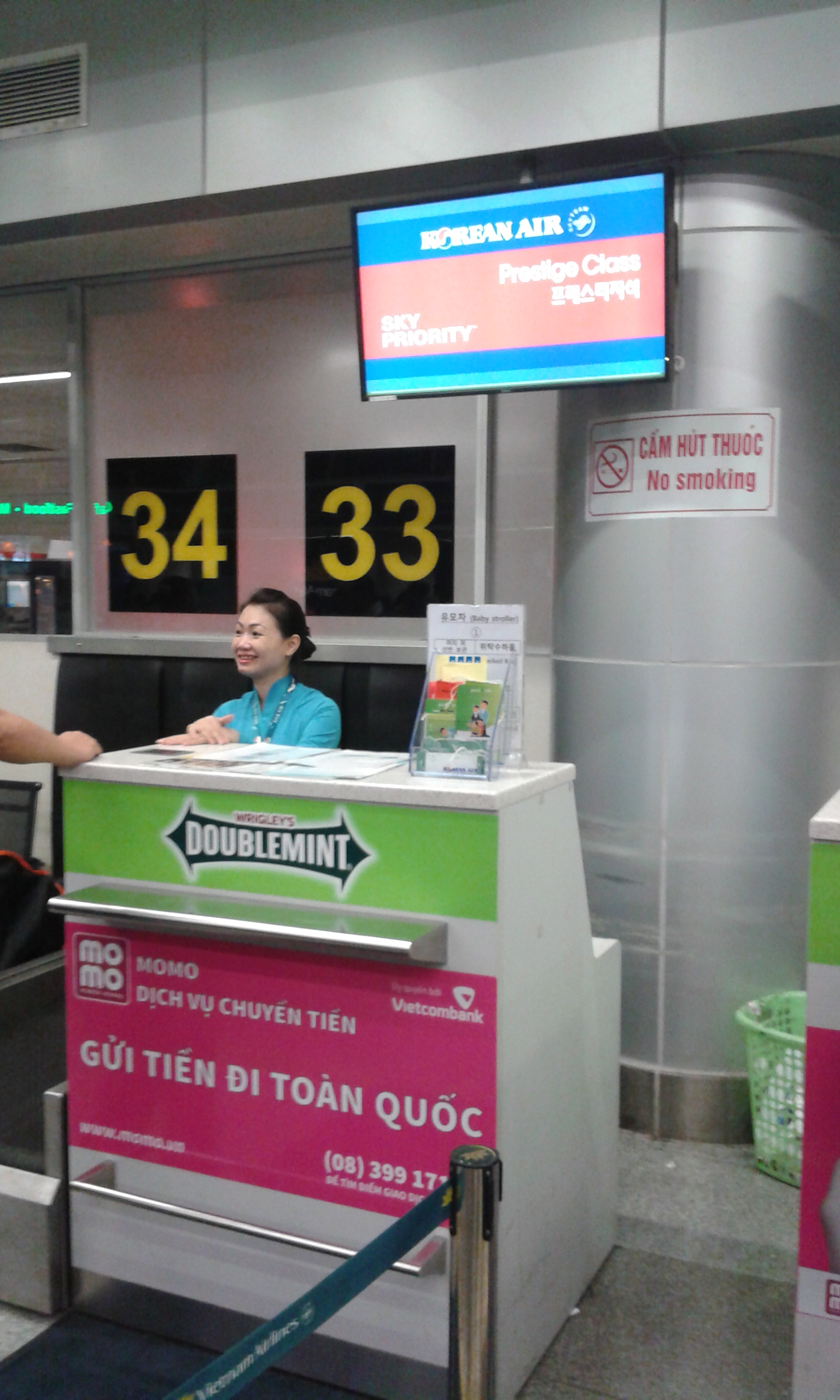
مطار دا نانغ الدولي

| شركـات طيـران             | الوجهات |
| ------------------------- | --- |
| طيران آسيا                | مطار كوالالمبور الدولي |
| Air Busan                 | Busan، مطار إنتشون الدولي |
| طيران ماكاو               | مطار ماكاو الدولي |
| Air Seoul                 | مطار إنتشون الدولي |
| خطوط آسيانا الجوية        | Busan، مطار إنتشون الدولي |
| Azur Air                  | موسمي عارض: مطار يميلانو الدولي، Irkutsk، مطار نوفوسيبيرسك |
| بامبو إيرويز              | Buon Ma Thuot، مطار كن تاه الدولي، Con Dao، مطار لين خونج، Hai Phong، مطار نوي باي الدولي، مطار تان سون نهات الدولي، مطار كام رانه الدولي، مطار فو كوك الدولي، مطار بليكو، مطار إنتشون الدولي |
| طيران بانكوك              | مطار سوفارنابومي الدولي |
| باتيك إير ماليزيا         | مطار كوالالمبور الدولي |
| Cambodia Angkor Air       | مطار بنوم بنه الدولي، Siem Reap |
| الخطوط الجوية الصينية     | مطار تايوان تاويوان الدولي |
| إيفا للطيران              | مطار تايوان تاويوان الدولي |
| Fly Gangwon               | Yangyang |
| Hai Au Aviation           | مطار دونج هوا، مطار فو باي الدولي |
| خطوط هونغ كونغ اكسبرس     | مطار هونغ كونغ الدولي |
| Jeju Air                  | Busan، مطار إنتشون الدولي موسمي: Daegu، Muan |
| Jin Air                   | Busan، مطار إنتشون الدولي |
| كوريا للطيران             | Busan، مطار إنتشون الدولي |
| طيران لاوس                | مطار واتاي الدولي |
| Pacific Airlines          | مطار تان سون نهات الدولي موسمي: مطار فو كوك الدولي عارض: مطار ماكاو الدولي |
| الخطوط الجوية القطرية     | مطار حمد الدولي |
| الخطوط الجوية السنغافورية | مطار شانغي سنغافورة |
| ستارلوكس للطيران          | مطار تايوان تاويوان الدولي |
| طيران آسيا (تايلاند)      | مطار دون موينغ، مطار تشيانغ مي |
| Thai VietJet Air          | مطار سوفارنابومي الدولي |
| Tigerair Taiwan           | مطار كاوهسيونغ الدولي، مطار تايوان تاويوان الدولي |
| T'way Air                 | Busan، Cheongju، Daegu، مطار إنتشون الدولي عارض: Muan |
| خطوط فيت جيت              | مطار سردار فالابهبهاي باتل الدولي، مطار كيمبيغودا الدولي (تبدأ في 1 يناير 2024)، Buon Ma Thuot، Busan، مطار كن تاه الدولي، Daegu، مطار لين خونج، مطار نغوراه راي الدولي، Hai Phong، مطار هانغتشو شياوشان الدولي، مطار نوي باي الدولي، مطار تان سون نهات الدولي، مطار هونغ كونغ الدولي، مطار راجيف غاندي الدولي (تبدأ في 2 يناير 2024)، مطار كام رانه الدولي، مطار فو كوك الدولي، مطار إنتشون الدولي، مطار شانغي سنغافورة، مطار ثو شوان، مطار طوكيو هانيدا الدولي، مطار فينه الدولي موسمي: مطار انديرا غاندي الدولي، مطار تشاتراباتي شيفاجي الدولي                                                     |
| الخطوط الجوية الفيتنامية  | مطار سوفارنابومي الدولي، Buon Ma Thuot، Busan، مطار كن تاه الدولي، مطار جينغديو الجديد، مطار لين خونج، مطار قوانغتشو باييون الدولي، Hai Phong، Ha Long، مطار هانغتشو شياوشان الدولي، مطار نوي باي الدولي، مطار تان سون نهات الدولي، مطار كوالالمبور الدولي، مطار كام رانه الدولي، مطار كانساي الدولي، مطار فو كوك الدولي، مطار إنتشون الدولي، مطار شانغهاي بودنغ الدولي، مطار شانغي سنغافورة، مطار ثو شوان، مطار ناريتا الدولي عارض: مطار قوييانغ لونغدونغابو الدولي، Ibaraki، مطار لانتشو تشونغ تشوان، مطار ووهان الدولي، مطار شيان شيانيانغ الدولي، مطار تشنغتشو الدولي، مطار تايوان تاويوان الدولي |